# Batelada alimentada

Simbologia de um reator em batelada alimentada

A cultura em batelada alimentada é definida como uma técnica operacional em processos biotecnológicos aonde um ou mais nutrientes (substratos) são adicionados (alimentados) ao biorreator durante o cultivo e em que o(s) produto(s) permanecem no biorreator até o fim da fermentação. Uma descrição alternativa do método é a de uma cultura em que "um meio de cultivo inicial mantém a cultura de células, e um meio de alimentação (substrato) é adicionado para prevenir o esgotamento de nutrientes". É também considerado um tipo de cultura em batelada semi contínua. Em alguns casos, todos os nutrientes são adicionados ao biorreator. A vantagem da cultura contínua alimentada é que pode-se controlar a concentração de substrato presente no meio de cultura em níveis arbitrariamente desejados (em muitos casos, em níveis baixos).
De um modo geral, a cultura continuamente alimentada é superior à cultura descontínua convencional quando o controle das concentrações de um nutriente (ou nutrientes) afeta o rendimento ou a produtividade do metabólito desejado.